# Aéroport d'Icarie
Pour les articles homonymes, voir JIK.
L’aéroport national d’Icarie (en grec moderne : Κρατικός Αερολιμένας Ικαρίας, code IATA : JIK • code OACI : LGIK) est un aéroport situé sur l’île d’Ikaria/Icarie, en Grèce. 
L’aéroport a ouvert le 14 juin 1995 avec deux vols hebdomadaires d’Olympic Airlines sur DO 228. [réf. nécessaire]. Les bâtiments se situent dans une zone de 1 000 mètres carrés[réf. nécessaire].

## Situation
| \| 50 km1:6 137 000 \| Agrinion Aktion Alexandreia Alexandroúpoli Andravida Áraxos Astypalée Athènes · E. Venizélos Céphalonie La Canée Chios Corfou Héraklion Icarie Ioannina Kalamata Kalymnos Karpathos Kassos Kastellórizo Kastoria Kavala Cythère Kos Kotroni Kozani Larissa Lemnos Leros Milos Mykonos Mytilène Naxos Néa Anchíalos Paros Rhodes Maritsa Samos Santorin Sitía Skiathos Skyros Sparte Syros Tanagra Tatoi Thessalonique Tripoli Tympaki Zante Kastelli |
| 50 km1:6 137 000 |

## Statistiques
Pour des raisons techniques, il est temporairement impossible d'afficher le graphique qui aurait dû être présenté ici.

Voir la requête brute et les sources sur Wikidata.

## Compagnies et destinations
| Compagnies  | Destinations                                          |
| ----------- | ----------------------------------------------------- |
| Olympic Air | Athènes E.-Venizélos, Lemnos, Thessalonique-Makedonía |
| Sky Express | Athènes E.-Venizélos                                  |

Édité le 27/11/2022

## Voir également
- Transport en Grèce